# Lijst van landaanwinningsprojecten

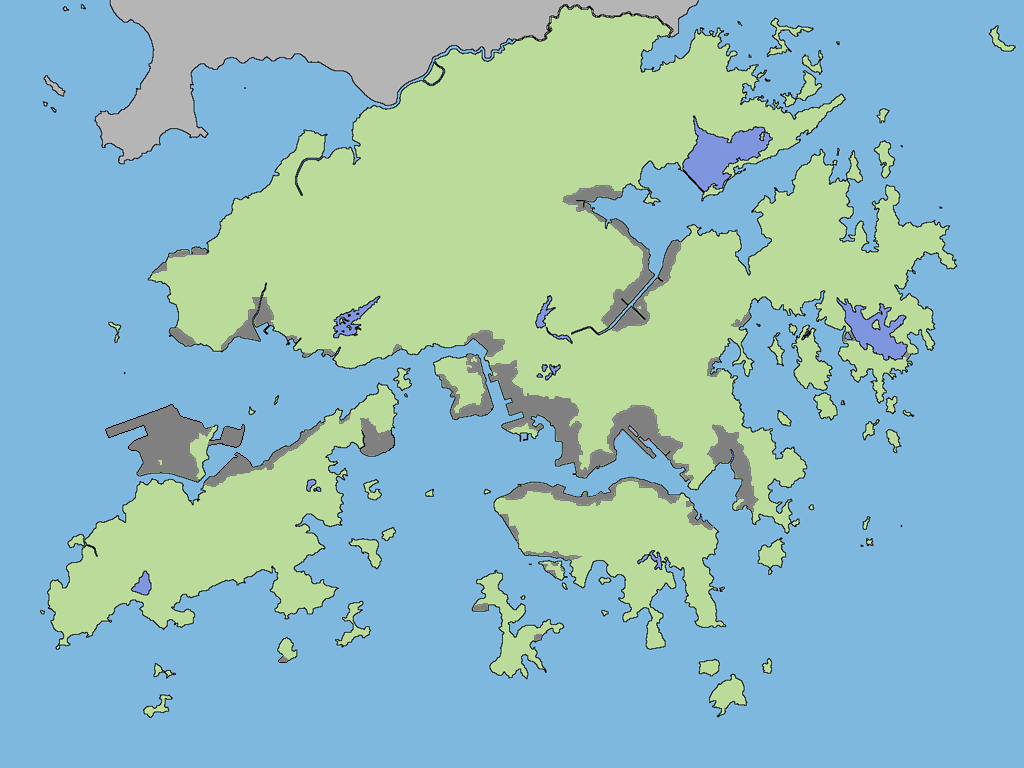
Landwinning in Hongkong

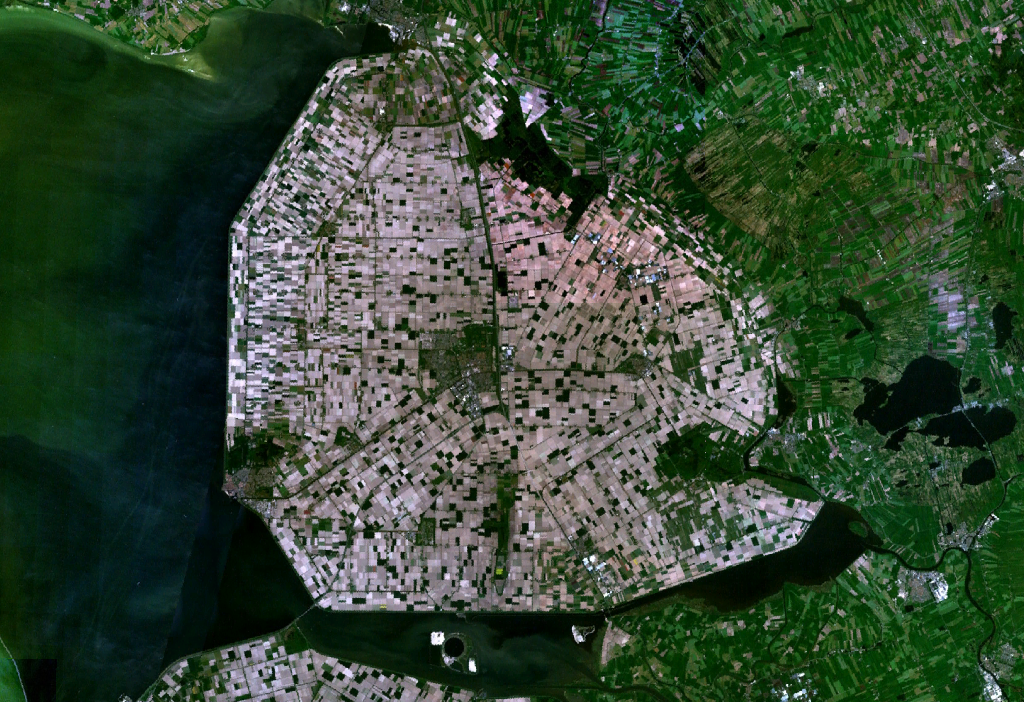
De Nederlandse droogmakerij Noordoostpolder

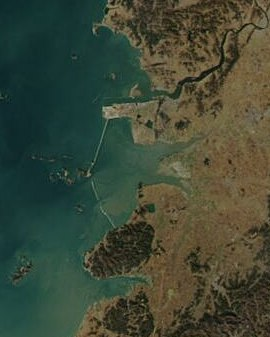
Satellietfoto van de Zuid-Koreaanse Saemangeumpolder in aanleg (2004)

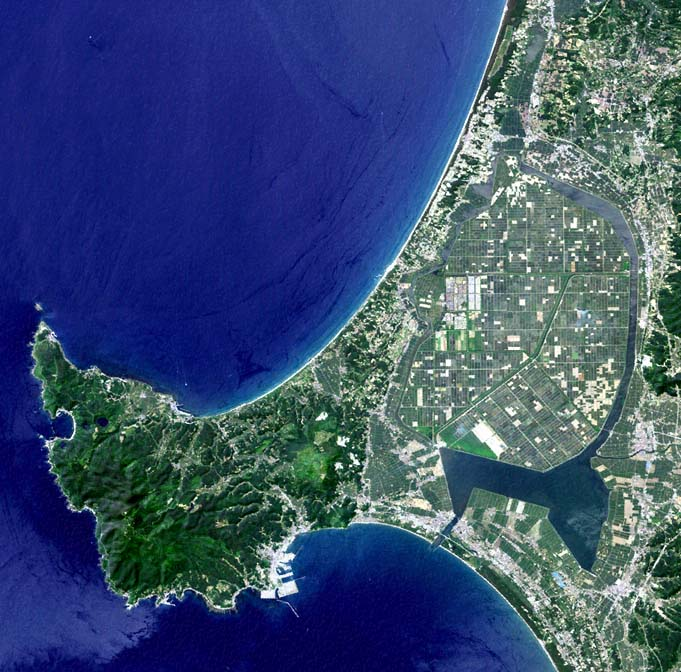
Satellietfoto van de Japanse droogmakerij Hachirogata

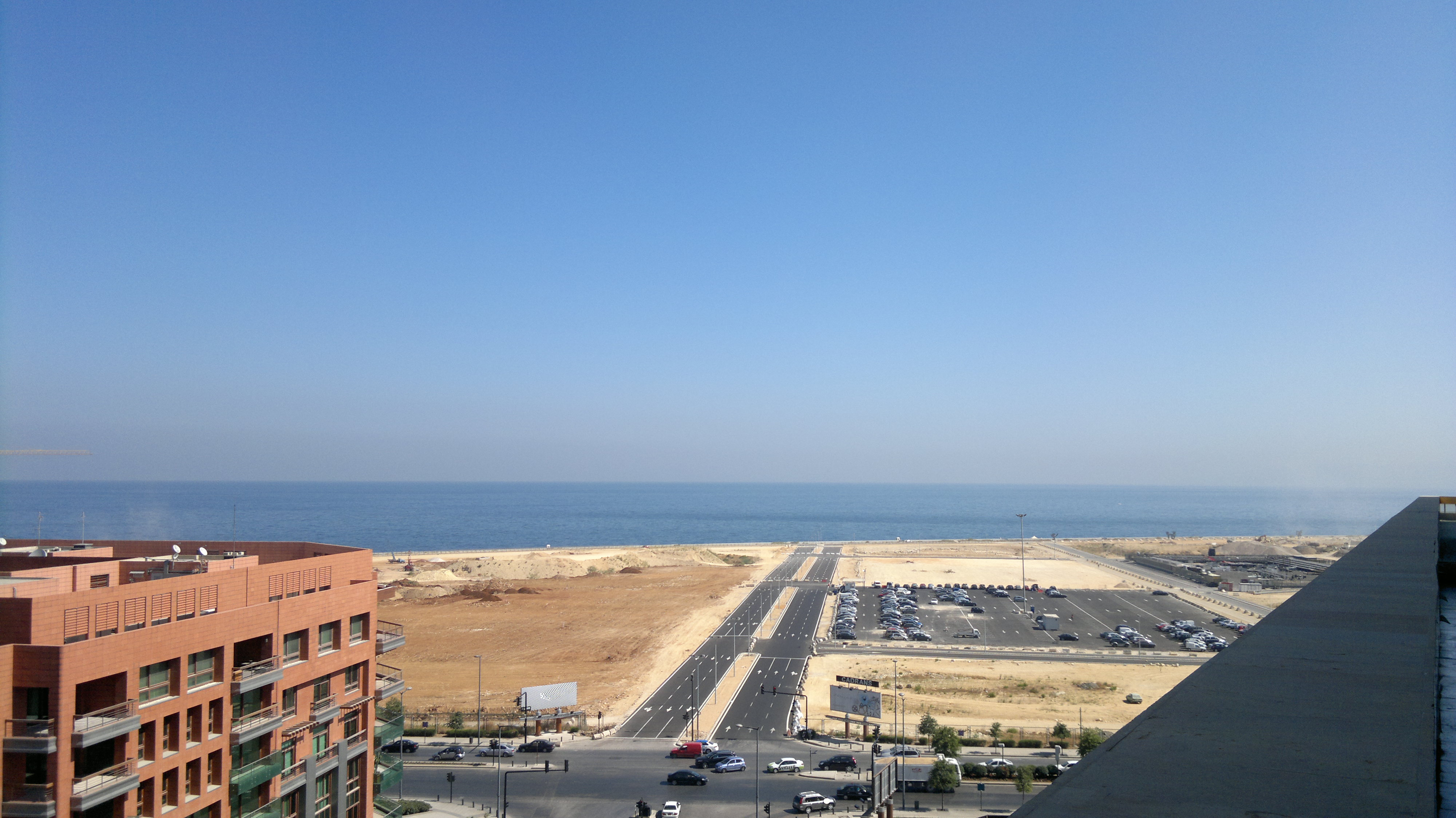
Landaanwinning in Beiroet

In deze lijst van landaanwinningsprojecten zijn per werelddeel en land de land(aan)winningsprojecten weergegeven.

## Europa

### België
In de Vlaamse kustvlakte en rondom Antwerpen bevinden zich vele polders. De totale oppervlakte van ingepolderd land is meer dan 50.000 hectare, ongeveer 1,5% van de Belgische oppervlakte. De voorhaven van Zeebrugge is in zee opgespoten.
| Naam                    | Aanlegjaar   | Oppervlakte (km²) | Provincie       |
| ----------------------- | ------------ | ----------------- | --------------- |
| Doelpolder              | 1597         | 6,77              | Oost-Vlaanderen |
| De Moeren               | 1627 en 1826 | 14,5              | West-Vlaanderen |
| Oud Arenbergpolder      | 1688         | 3,93              | Oost-Vlaanderen |
| Creayenspolder          | 1747         | 0,43              | West-Vlaanderen |
| Kabeljouwpolder         | 1768         | 1,63              | Oost-Vlaanderen |
| Nieuw Arenbergpolder    | 1783         | 6,48              | Oost-Vlaanderen |
| Prosperpolder           | 1857         | 10,51             | Oost-Vlaanderen |
| Willem-Leopoldpolder    | 1873         | 4,96              | West-Vlaanderen |
| Voorhaven van Zeebrugge | 1985         | 10,75             | West-Vlaanderen |

### Bulgarije
| Naam                    | Aanlegjaar | Oppervlakte (km²) | Oblast |
| ----------------------- | ---------- | ----------------- | ------ |
| Scheepswerf MTG-Dolphin | 1998       | 0,25              | Varna  |

### Denemarken
| Naam                          | Aanlegjaar | Oppervlakte (km²) | Regio          |
| ----------------------------- | ---------- | ----------------- | -------------- |
| Tøndermarsken (binnenpolders) | 1553-1556  | 70                | Syddanmark     |
| Christianshavn                | 1619       | 3,43              | Hovedstaden    |
| Gammel Frederikskog           | 1692       | 6,41              | Syddanmark     |
| Rudbøl Kog                    | 1715       | 5,7               | Syddanmark     |
| Trekroner                     | 1787       | 0,02              | Hovedstaden    |
| Vitsø Nor                     | 1788       | 2,25              | Syddanmark     |
| Damhus Sø                     | 1849       | 0,46              | Hovedstaden    |
| Ny Frederikskog               | 1861       | 8,63              | Syddanmark     |
| Saltbæk Vig                   | 1866       | 16,1              | Seeland        |
| Lammefjord                    | 1875       | 57,64             | Seeland        |
| Kolindsund                    | 1877       | 25,33             | Midden-Jutland |
| Middelgrundsfortet            | 1894       | 0,07              | Hovedstaden    |
| Nordhavn                      | 1900-1960  | 2,4               | Hovedstaden    |
| West-Amager                   | 1939       | 9,75              | Hovedstaden    |
| Margrethe Kog (polder)        | 1981       | 11,51             | Syddanmark     |
| Peberholm                     | 2000       | 1,3               | Hovedstaden    |
| Amager Strandpark             | 2005       | 0,6               | Hovedstaden    |
| Prøvestenen (havengebied)     | 2010       | 1,07              | Hovedstaden    |

### Duitsland
In Noord-Duitsland is op vrij grote schaal land ingepolderd. Polders zijn vooral te vinden in Sleeswijk-Holstein (waar ze kogen worden genoemd) en in Nedersaksen.
| Naam                                             | Aanlegjaar | Oppervlakte (km²) | Deelstaat                       |
| ------------------------------------------------ | ---------- | ----------------- | ------------------------------- |
| Altes Land (diverse polders)                     | 15e eeuw   | 143,0             | Nedersaksen                     |
| Hattstedtermarsch                                | 1478       | 31,52             | Sleeswijk-Holstein              |
| Hattstedter Neuer Koog                           | 1500       | 3,74              | Sleeswijk-Holstein              |
| Adenbüller Koog                                  | 1529       | 4,91              | Sleeswijk-Holstein              |
| Westermarscher Altes Neuland                     | 1551       | 5,78              | Nedersaksen                     |
| Süderneuland                                     | 1556       | 6,33              | Nedersaksen                     |
| Gotteskoog                                       | 1566       | 104,0             | Sleeswijk-Holstein              |
| Waygaarder Koog                                  | 1577       | 4,35              | Sleeswijk-Holstein              |
| Adolfskoog                                       | 1579       | 4,31              | Sleeswijk-Holstein              |
| Westermarscher Neuland                           | 1583       | 5,85              | Nedersaksen                     |
| Osteeler Neuland                                 | 1585       | 2,28              | Nedersaksen                     |
| Addinggaster Neuland                             | 1593       | 2,29              | Nedersaksen                     |
| Blockland                                        | 1598       | 30,3              | Bremen                          |
| Schoonorth                                       | 1603       | 4,18              | Nedersaksen                     |
| Blumenkoog                                       | 1652       | 1,80              | Sleeswijk-Holstein              |
| Charlotten-Polder                                | 1678       | 6,02              | Nedersaksen                     |
| Grothusenkoog                                    | 1693       | 3,27              | Sleeswijk-Holstein              |
| Hedwigenkoog                                     | 1696       | 16,36             | Sleeswijk-Holstein              |
| Norderfriedrichskoog                             | 1696       | 5,31              | Sleeswijk-Holstein              |
| Friedrichsgabekoog                               | 1714       | 8,62              | Sleeswijk-Holstein              |
| Kleiner Addinggaster Polder                      | 1715       | 0,76              | Nedersaksen                     |
| Kleiseerkoog                                     | 1727       | 12,65             | Sleeswijk-Holstein              |
| Elisabeth-Sophien-Koog                           | 1739       | 5,29              | Sleeswijk-Holstein              |
| Sophien-Magdalenen-Koog                          | 1743       | 6,08              | Sleeswijk-Holstein              |
| Landschaftspolder                                | 1752       | 11,19             | Nedersaksen                     |
| Desmerciereskoog                                 | 1767       | 3,6               | Sleeswijk-Holstein              |
| Magotspolder                                     | 1768       | 0,85              | Nedersaksen                     |
| Leysandpolder                                    | 1769       | 1,45              | Nedersaksen                     |
| Hagenpolder                                      | 1770       | 1,33              | Nedersaksen                     |
| Zuckerpolder                                     | 1774       | 0,15              | Nedersaksen                     |
| Buscherpolder                                    | 1775       | 0,48              | Nedersaksen                     |
| Juliane-Marien-Koog                              | 1778       | 3,29              | Sleeswijk-Holstein              |
| Schulenburger Polder                             | 1781       | 2,41              | Nedersaksen                     |
| Kronprinzenkoog                                  | 1787       | 28,85             | Sleeswijk-Holstein              |
| Reußenkoog                                       | 1789       | 4,99              | Sleeswijk-Holstein              |
| Lorenz- und Friederikenpolder                    | 1789       | 0,60              | Nedersaksen                     |
| Heinitzpolder                                    | 1795       | 30,86             | Nedersaksen                     |
| Louisenkoog                                      | 1799       | 4,09              | Sleeswijk-Holstein              |
| Angernpolder                                     | 1804       | 0,49              | Nedersaksen                     |
| Teltingspolder                                   | 1804       | 0,28              | Nedersaksen                     |
| Ernst-August-Polder                              | 1804       | 2,18              | Nedersaksen                     |
| Wesselburenerkoog                                | 1862       | 13,06             | Sleeswijk-Holstein              |
| Langlütjen                                       | 1870       | 0,33              | Nedersaksen                     |
| Kaiser-Wilhelm-Koog                              | 1874       | 21,88             | Sleeswijk-Holstein              |
| Kanalpolder                                      | 1877       | 0,38              | Nedersaksen                     |
| Harlebucht (diverse polders)                     | 1858-1894  | 128,3             | Nedersaksen                     |
| Cecilienkoog                                     | 1905       | 4,0               | Sleeswijk-Holstein              |
| Schoonorther Polder                              | 1913       | 3,77              | Nedersaksen                     |
| Schoonorther Polder                              | 1913       | 3,77              | Nedersaksen                     |
| Larrelter und Wybelsumer Polder                  | 1923       | 6,2               | Nedersaksen                     |
| Pohnshalligkoog                                  | 1924       | 7,95              | Sleeswijk-Holstein (Nordstrand) |
| Neufelderkoog                                    | 1925       | 9,76              | Sleeswijk-Holstein              |
| Sönke-Nissen-Koog                                | 1926       | 12,0              | Sleeswijk-Holstein              |
| Cirksenapolder                                   | 1928       | 0,41              | Nedersaksen                     |
| Neuwesteel                                       | 1928       | 6,46              | Nedersaksen                     |
| Herrenkoog                                       | 1930       | 15,0              | Sleeswijk-Holstein              |
| Tümlauer-Koog (aangelegd als Hermann Goringkoog) | 1935       | 6,2               | Sleeswijk-Holstein              |
| Dieksanderkoog (aangelegd als Adolf Hitlerkoog)  | 1935       | 13,34             | Sleeswijk-Holstein              |
| Sommerdeich (Langeoog)                           | 1935       | 2,18              | Nedersaksen                     |
| Nössekoog                                        | 1936       | 17,8              | Sleeswijk-Holstein              |
| Osewoldter Koog                                  | 1936       | 1,76              | Sleeswijk-Holstein              |
| Norderheverkoog                                  | 1937       | 6,5               | Sleeswijk-Holstein              |
| Sudstrandpolder (Norderney)                      | 1941       | 1,4               | Nedersaksen                     |
| Friedrich-Wilhelm-Lübke-Koog                     | 1954       | 13,49             | Sleeswijk-Holstein              |
| Leybuchtpolder                                   | 1950       | 10,05             | Sleeswijk-Holstein              |
| Hauke-Haien-Koog                                 | 1958       | 12,0              | Sleeswijk-Holstein              |
| Polder Neuensien (Rügen                          | 1972       | 0,40              | Mecklenburg-Voor-Pommeren       |
| Badinsel (Steinhudermeer)                        | 1975       | 0,6               | Nedersaksen                     |
| Speicherkoog Dithmarschen                        | 1979       | 46,40             | Sleeswijk-Holstein              |
| Rickelsbüller Koog                               | 1981       | 5,34              | Sleeswijk-Holstein              |
| Beltringharder Koog                              | 1987       | 33,50             | Sleeswijk-Holstein (Nordstrand) |
| Fahretofter Westerkoog                           | 1988       | 0,55              | Sleeswijk-Holstein              |
| Nigehörn                                         | 1989       | 0,3               | Hamburg                         |
| DASA Airbus plant                                | 2003       | 1,4               | Hamburg                         |
| Container Terminal Bremerhaven IV                | 2008       | 0,9               | Bremen                          |
| JadeWeserPort                                    | 2010       | 3,6               | Nedersaksen                     |

### Estland
| Naam                | Aanlegjaar        | Oppervlakte (km²) | Provincie   |
| ------------------- | ----------------- | ----------------- | ----------- |
| Audrupolder         | 1e helft 20e eeuw | 20,0              | Pärnumaa    |
| Tarvastupolder      | 1e helft 20e eeuw | 5,2               | Viljandimaa |
| Räpinapolder        | 1967              | 14,09             | Põlvamaa    |
| Aardlapolder        | 1983              | 12,71             | Tartumaa    |
| Korvapolder         | 1970              | 4,63              | Valgamaa    |
| Muuga-kolenterminal | 2010              | 0,67              | Harjumaa    |

### Finland
| Naam                          | Aanlegjaar | Oppervlakte (km²) | Regio   |
| ----------------------------- | ---------- | ----------------- | ------- |
| Jätkäsaari Container Terminal | 2008       | 0,86              | Uusimaa |

### Frankrijk
| Naam                                  | Aanlegjaar | Oppervlakte (km²) | Regio              |
| ------------------------------------- | ---------- | ----------------- | ------------------ |
| Baie d'Authie                         | 16e eeuw   | 1,19              | Nord-Pas-de-Calais |
| De Moeren                             | 1627       | 22,5              | Nord-Pas-de-Calais |
| Marais-Vernier (Digue des Hollandais) | 1633       | 25,3              | Normandië          |
| Les Poldres                           | 1880       | 45,0              | Normandië          |
| Polderland van Audomarois             | 1890       | 37,3              | Normandië          |
| Luchthaven Nice Côte d'Azur           | 1979       | 3,7               | Alpes-Maritimes    |
| Fontvieille                           | 1981       | 0,33              | Monaco             |
| Havenuitbreiding Le Havre             | 2005       | 1,8               | Normandië          |

### Griekenland
| Naam                       | Aanlegjaar | Oppervlakte (km²) | Provincie |
| -------------------------- | ---------- | ----------------- | --------- |
| Piraeus Container Terminal | 2009       | 0,9               | Attika    |

### Ierland
| Naam               | Aanlegjaar | Oppervlakte (km²) | County         |
| ------------------ | ---------- | ----------------- | -------------- |
| North Slob         | 1840       | 9,2               | County Wexford |
| East Point, Dublin | 1996       | 0,14              | Dublin         |

### Litouwen
| Naam           | Aanlegjaar | Oppervlakte (km²) | District |
| -------------- | ---------- | ----------------- | -------- |
| Minijos-polder | 1929       | 6,85              | Klaipėda |
| Žuvintas-meer  | 1960       | 21,6              | Alytus   |

### Italië
| Naam                                | Aanlegjaar | Oppervlakte (km²) | Provincie |
| ----------------------------------- | ---------- | ----------------- | --------- |
| Sacca Sessola                       | 1870       | 0,16              | Venetië   |
| Pontijnse moerassen                 | 1928       | 775               | Lazio     |
| Bonifica Valle del Mezzano (polder) | 1962       | 188,63            | Ferrara   |
| Sacca Fisola                        | 1964       | 0,18              | Venetië   |
| Tronchetto                          | 1969       | 0,19              | Venetië   |
| Sacca San Biagio                    | 1973       | 0,03              | Venetië   |
| Luchthaven Genua                    | 1986       | 1,6               | Genua     |
| Voltri Terminal Europa              | 1992       | 1,1               | Genua     |
| Containerterminal Savona            | 2010       | 0,2               | Savona    |

### Nederland
Circa 7.150 km², een vijfde deel van Nederland, is uit de zee gewonnen, het grootste deel in de vorm van polders (indijkingen en droogmakerijen). De laatste jaren wordt ook nieuw land opgespoten (Maasvlakte, IJburg, Marker Wadden e.d.)
| Naam                                | Aanlegjaar | Oppervlakte (km²) | Provincie           |
| ----------------------------------- | ---------- | ----------------- | ------------------- |
| Mastenbroek                         | 1363       | 11,03             | Overijssel          |
| Kerkpolder                          | 1410       | 2,58              | Zuid-Holland        |
| Akkerdijksche polder                | 1450       | 3,42              | Zuid-Holland        |
| Het Bildt                           | 1505       | 116,48            | Friesland           |
| Achtermeer                          | 1533       | 0,35              | Noord-Holland       |
| Daalmeer                            | 1562       | 1,33              | Noord-Holland       |
| Bergermeer                          | 1565       | 4,50              | Noord-Holland       |
| Egmondermeer                        | 1565       | 7,15              | Noord-Holland       |
| Boekelermeer                        | 1580       | 4,04              | Noord-Holland       |
| Zijpe- en Hazepolder                | 1597       | 67,75             | Noord-Holland       |
| Wogmeer                             | 1607       | 6,8               | Noord-Holland       |
| Beemster                            | 1612       | 72,08             | Noord-Holland       |
| Wieringerwaard                      | 1612       | 18,5              | Noord-Holland       |
| Catspolders                         | 1613       | 20,18             | Zeeland             |
| Purmer                              | 1622       | 26,08             | Noord-Holland       |
| Baarsdorpermeer                     | 1627       | 2,1               | Noord-Holland       |
| Wormer                              | 1626       | 16,66             | Noord-Holland       |
| Bijlmermeer                         | 1626       | 4,8               | Noord-Holland       |
| Buikslotermeer                      | 1628       | 3,5               | Noord-Holland       |
| Heerhugowaard                       | 1630       | 39,15             | Noord-Holland       |
| Slootgaard                          | 1632       | 2,38              | Noord-Holland       |
| Waardpolder                         | 1632       | 5,55              | Noord-Holland       |
| Wargaastermeer                      | 1633       | 2,20              | Noord-Holland       |
| Bospolder                           | 1634       | 1,45              | Zuid-Holland        |
| Engewormer                          | 1634       | 1,77              | Noord-Holland       |
| Woudmeer                            | 1634       | 2,2               | Noord-Holland       |
| Schermer                            | 1635       | 47,41             | Noord-Holland       |
| Berkmeer                            | 1635       | 2,88              | Noord-Holland       |
| Frederikspolder (Kats)              | 1642       | 5,12              | Zeeland             |
| Starnmeer                           | 1643       | 5,8               | Noord-Holland       |
| Generale Prins Willempolder         | 1652       | 19,75             | Zeeland             |
| Grote Waal                          | 1682       | 0,56              | Noord-Holland       |
| Thoornpolder                        | 1684       | 2,44              | Zeeland             |
| Stadspolder (Zeeland)               | 1684       | 0,59              | Zeeland             |
| Jacobapolder                        | 1713       | 2,98              | Zeeland             |
| Mariapolder (Wissenkerke)           | 1719       | 1,48              | Zeeland             |
| Hempensermeer                       | 1784       | 0,9               | Friesland           |
| Saeftinghepolder                    | 1805       | 2,86              | Zeeland             |
| Wilhelminapolder                    | 1809       | 15,9              | Zeeland             |
| Koegras (Den Helder)                | 1825       | 43,0              | Noord-Holland       |
| Eierland (Texel)                    | 1836       | 31,65             | Noord-Holland       |
| Zuidplaspolder                      | 1840       | 45,0              | Zuid-Holland        |
| Anna Paulownapolder                 | 1846       | 50                | Noord-Holland       |
| Prins Alexanderpolder               | 1874       | 26,6              | Zuid-Holland        |
| Haarlemmermeer                      | 1852       | 179,17            | Noord-Holland       |
| Haanmeer                            | 1858       | 1,77              | Friesland           |
| Holierhoekse- en Zouteveense polder | 1859       | 10,58             | Zuid-Holland        |
| Reidewolderpolder                   | 1874       | 15,60             | Groningen           |
| Stadspolder (Groningen)             | 1874       | 7,95              | Groningen           |
| Workumermeer                        | 1876       | 1,87              | Friesland           |
| Makkumermeer                        | 1879       | 3,75              | Friesland           |
| Parregaastermeer                    | 1879       | 10,16             | Friesland           |
| Pampus                              | 1895       | 0,03              | Noord-Holland       |
| Hertogin Hedwigepolder              | 1907       | 2,99              | Zeeland             |
| Wieringermeer                       | 1930       | 194,95            | Noord-Holland       |
| Noordoostpolder                     | 1942       | 460,06            | Flevoland           |
| Quarlespolder                       | 1949       | 4,81              | Zeeland             |
| Braakman                            | 1952       | 22,12             | Zeeland             |
| Oostelijk Flevoland                 | 1956       | 540,0             | Flevoland           |
| Flevocentrale                       | 1962       | 0,16              | Flevoland           |
| Sloegebied                          | 1964       | 22,0              | Zeeland             |
| Zuidelijk Flevoland                 | 1968       | 430,0             | Flevoland           |
| Lauwersmeer                         | 1969       | 67,0              | Groningen/Friesland |
| Zuiderdieppolder                    | 1970       | 3,95              | Zuid-Holland        |
| Molenplaat Bergen op Zoom           | 1972       | 1,63              | Noord-Brabant       |
| Eemshaven                           | 1972       | 5,9               | Groningen           |
| Maasvlakte                          | 1973       | 39,68             | Zuid-Holland        |
| Breebaartpolder                     | 1979       | 0,63              | Groningen           |
| Neeltje Jans                        | 1986       | 2,85              | Zeeland             |
| Bergse Plaat                        | 1991       | 2,49              | Noord-Brabant       |
| IJsseloog                           | 1999       | 1,1               | Flevoland           |
| IJburg                              | 2004       | 3,3               | Noord-Holland       |
| Lorentzhaven Harderwijk             | 2007       | 0,24              | Gelderland          |
| Uitbreiding Delflandse Kust         | 2009       | 1,35              | Zuid-Holland        |
| Tweede Maasvlakte                   | 2011       | 20,30             | Zuid-Holland        |
| Marker Wadden                       | 2016       | 8                 | Flevoland           |

### Polen
| Naam                                | Aanlegjaar | Oppervlakte (km²) | Woiwodschap     |
| ----------------------------------- | ---------- | ----------------- | --------------- |
| Weichseldelta (Żuławy Wiślane)      | 17e eeuw   | 334,0             | Ermland-Mazurië |
| Oderbruch (rivierpolder)            | 18e eeuw   | 156,4             | Lubusz          |
| Deepwater Container Terminal Gdańsk | 2007       | 0,44              | Pommeren        |

### Roemenië
| Naam                               | Aanlegjaar | Oppervlakte (km²) | Regio     |
| ---------------------------------- | ---------- | ----------------- | --------- |
| Constanţa South Container Terminal | 2005       | 0,31              | Constanţa |

### Rusland
| Naam                                     | Aanlegjaar | Oppervlakte (km²) | Regio           |
| ---------------------------------------- | ---------- | ----------------- | --------------- |
| Marine Facade (incl. passagiersterminal) | 2008       | 1,7               | Sint-Petersburg |

### Slovenië
| Naam            | Aanlegjaar | Oppervlakte (km²) | Regio        |
| --------------- | ---------- | ----------------- | ------------ |
| Haven van Koper | 1979       | 2,8               | Obalnokraška |

### Spanje
| Naam                            | Aanlegjaar | Oppervlakte (km²) | Provincie  |
| ------------------------------- | ---------- | ----------------- | ---------- |
| Haven van Almeria               | 1990       | 3,5               | Alicante   |
| Havenuitbeiding van Bilbao      | 1991       | 2,0               | Baskenland |
| Haven van Alicante              | 1992       | 3,02              | Alicante   |
| Container Terminal Valencia     | 2001       | 1,2               | Valencia   |
| Container Terminal Málaga       | 2004       | 0,4               | Málaga     |
| Sagunto regasification plant    | 2008       | 0,23              | Castellón  |
| Havengebied Puerto de Castellón | 2009       | 2,17              | Castellón  |
| Haven van Gijón                 | 2009       | 1,45              | Asturië    |
| Isla Verde Algeciras            | 2011       | 1,20              | Cádiz      |

### Verenigd Koninkrijk
Vooral in Engeland zijn reeds in de 16e en 17e eeuw grote gebieden droog gelegd. De Nederlandse ingenieur Cornelis Vermuyden heeft hierbij een grote rol gespeeld.
| Naam                          | Aanlegjaar        | Oppervlakte (km²) | Graafschap                                                          |
| ----------------------------- | ----------------- | ----------------- | ------------------------------------------------------------------- |
| Somerset Levels               | 16e eeuw          | 242,57            | Somerset                                                            |
| Romney Marsh                  | 16e eeuw          | 260,0             | Kent, East Sussex                                                   |
| Canvey Island                 | 1622              | 18,45             | Essex                                                               |
| Hatfield Chase                | 1628              | 56,70             | South Yorkshire                                                     |
| The Fens                      | 17e eeuw          | 3850,0            | Lincolnshire, Cambridgeshire, Norfolk en een klein deel van Suffolk |
| Two Tree Island, Leigh-on-Sea | 18e eeuw          | 2,59              | Essex                                                               |
| Preston Island                | 1807              | 1,43              | Fife                                                                |
| Traeth Mawr                   | 1814              | 12,14             | Gwynedd                                                             |
| Sunderland South Docks        | 1855              | 0,51              | Tyne and Wear                                                       |
| Granton Harbour               | 1e helft 20e eeuw | 0,33              | Edinburgh                                                           |
| Western Harbour               | 1e helft 20e eeuw | 0,36              | Edinburgh                                                           |
| Marinebasis Bermuda           | 1943              | 2,97              | Bermuda                                                             |
| Cockenzie power station       | 1968              | 1,34              | East Lothian                                                        |
| Longannet power station       | 1970              | 0,89              | Fife                                                                |
| Outer Trial Bank              | 1972              | 0,04              | Norfolk                                                             |
| Samphire Hoe (Dover)          | 1993              | 0,31              | Kent                                                                |
| Uitbreiding Gibraltar         | 1995              | 0,6               | Gibraltar                                                           |
| Titanic Quarter Belfast       | 2006              | 0,75              | County Antrim                                                       |
| Voorhaven Great Yarmouth      | 2007              | 0,18              | Norfolk                                                             |

## Azië

### Bahrein
De oppervlakte van Bahrein is door landaanwinning (opspuiten) gegroeid van 410,0 km² in 1931 naar 665,3 km² in 1981 tot 741,4 km² in 2011.
| Naam              | Aanlegjaar | Oppervlakte (km²) | Regio   |
| ----------------- | ---------- | ----------------- | ------- |
| Amwaj-eilanden    | 1988       | 2,79              | Bahrein |
| Durrat Al Bahrain | 2008       | 0,70              | Bahrein |

### Bangladesh
| Naam                            | Aanlegjaar | Oppervlakte (km²) | Divisie    |
| ------------------------------- | ---------- | ----------------- | ---------- |
| Noakhali landaanwinningsproject | 1957-1963  | 250,0             | Chittagong |
| Polder 30 (Batiaghata Upazila)  | 1971       | 77,25             | Khulna     |
| Beel Dakatia                    | 1994       | 10,43             | Khulna     |

### China
In China heeft op grote schaal landaanwinning plaatsgevonden. Allereerst in de koloniale gebieden van Hongkong en Macau, na 1949 ook in Volksrepubliek. Bekende voorbeelden zijn Chek Lap Kok in Hongkong en de Yangshan Container Terminal te Shanghai. Alleen al tussen 1949 en 1990 bedraagt de oppervlakte van landaanwinning in China circa 12.000 km². De totale oppervlakte aan gewonnen land bedraagt circa 12.800 km², een grotere oppervlakte dan Nederland op zee heeft gewonnen. Ook voor de toekomst staan grote projecten op stapel zoals in de provincie Jiangsu, 1.817 km².
| Naam                                     | Aanlegjaar         | Oppervlakte (km²) | Regio         |
| ---------------------------------------- | ------------------ | ----------------- | ------------- |
| Shamian-eiland                           | 1859               | 0,3               | Guangdong     |
| Praya Landaanwinning                     | 1890               | 0,24              | Hongkong      |
| Landaanwinning in Macau                  | 1972, 1983 en 1994 | 26,72             | Macau         |
| Badoshan-polder                          | 1996               | 28,0              | Jiangsu       |
| Chek Lap Kok                             | 1998               | 9,46              | Hongkong      |
| Central and Wan Chai Reclamation         | 1999               | 0,51              | Hongkong      |
| Xuanmen Land Reclamation Project, fase 2 | 1999-2001          | 53,3              | Yuhuan County |
| Lingang New City Project                 | 2003-2006          | 133,3             | Shanghai      |
| Hong Kong Disneyland Resort              | 2005               | 1,3               | Hongkong      |
| Caofeidian                               | 2005               | 60,0              | Shandong      |
| Yangshan Container Terminal              | 2005               | 0,72              | Shanghai      |
| Liaoning                                 | 2006               | 310,0             | Shanghai      |
| Sixin Area Wuhan                         | 2006               | 13,74             | Hubei         |
| Shekou-eiland                            | 2007               | 15,1              | Shenzhen      |
| Haveneiland in de Bohai-baai             | 2009               | 33,5              | Shandong      |
| Landaanwinning Taizhou                   | 2006-2010          | 266,7             | Zhejiang      |
| Xuanmen Land Reclamation Project, fase 3 | 2004-2020          | 45,3              | Yuhuan County |

### Filipijnen
| Naam                              | Aanlegjaar | Oppervlakte (km²) | Regio        |
| --------------------------------- | ---------- | ----------------- | ------------ |
| Ciudad de Bahía                   | 1986       | 6,60              | Metro Manila |
| Container Terminal Punta del Cubi | 2007       | 0,29              | Bataan       |
| Stadsuitbreiding Cebu City        | 2008       | 2,07              | Cebu         |

### India
| Naam                      | Aanlegjaar | Oppervlakte (km²) | District               |
| ------------------------- | ---------- | ----------------- | ---------------------- |
| Backbay Reclamation       | 1917-1929  | 1,77              | Bombay-Stad (district) |
| Vambanadmeer              | 1920-1975  | 7,19              | Alappuzha              |
| Nava Sheva (haventerrein) | 1989       | 0,35              | Bombay-Stad (district) |

### Israël
| Naam                     | Aanlegjaar | Oppervlakte (km²) | District           |
| ------------------------ | ---------- | ----------------- | ------------------ |
| Containerterminal Haifa  | 1995       | 0,5               | Haifa              |
| Containerterminal Ashdod | 2006       | 1,15              | Zuidelijk District |

### Japan
In Japan zijn op grote schaal landaanwinningsprojecten uitgevoerd. De totale oppervlakte aan polders bedraagt circa 2.500 km². Verder zijn ook projecten uitgevoerd door middel van het opspuiten van zand. De totale oppervlakte aan landwinning komt daarmee op circa 2.780 km².
| Naam                                               | Aanlegjaar | Oppervlakte (km²) | Prefectuur |
| -------------------------------------------------- | ---------- | ----------------- | ---------- |
| Deshima                                            | 1634       | 0,01              | Nagasaki   |
| Kojimabaai-polder                                  | 1911-1961  | 51,4              | Okayama    |
| Nabetapolder                                       | 1954       | 9,14              | Aichi      |
| Morido-polder                                      | 1955       | 5,71              | Chiba      |
| Hekinan-polder                                     | 1956       | 1,59              | Aichi      |
| Kongo-polder                                       | 1961       | 3,37              | Kumamoto   |
| Iura-polder                                        | 1962       | 1,41              | Aichi      |
| Takahashigawa-polder                               | 1962       | 4,43              | Okayama    |
| Kasaokawan-polder                                  | 1962       | 11,87             | Okayama    |
| Asa-polder                                         | 1962       | 1,44              | Yamaguchi  |
| Nabeta-polder                                      | 1963       | 3,74              | Aichi      |
| Sone-polder                                        | 1963       | 1,05              | Fukuoka    |
| Kojiwaman-polder                                   | 1963       | 10,57             | Okayama    |
| Ajisu-polder                                       | 1963       | 2,39              | Yamaguchi  |
| Hachirōgatameer (polder)                           | 1964       | 172,03            | Akita      |
| Izumi-polder                                       | 1965       | 2,91              | Kumamoto   |
| Yokakuwan-polder                                   | 1965       | 1,49              | Kumamoto   |
| Nobukata-polder                                    | 1966       | 2,83              | Chiba      |
| Nishinosu-polder                                   | 1967       | 1,93              | Chiba      |
| Hiuchinada-polder                                  | 1967       | 3,09              | Ehime      |
| Shiranui-polder                                    | 1967       | 1,49              | Kumamoto   |
| Miike-polder                                       | 1967       | 3,74              | Fukuoka    |
| Yoroigata-polder                                   | 1968       | 2,42              | Niigata    |
| Inbanuma-polder                                    | 1968       | 7,81              | Chiba      |
| Teganuma-polder                                    | 1968       | 4,35              | Chiba      |
| Tomochigata-polder                                 | 1968       | 4,35              | Toyama     |
| Oonakanoko (Biwameer)                              | 1968       | 11,45             | Toyama     |
| Kagasanko-polder                                   | 1969       | 4,98              | Shiga      |
| Kahokugata-polder                                  | 1970       | 11,57             | Toyama     |
| Kisozaki-polder                                    | 1970       | 3,94              | Aichi      |
| Nagorenuma-polder                                  | 1970       | 0,65              | Miyagi     |
| Nishikunisaki-polder                               | 1970       | 4,75              | Fukuoka    |
| Tsudauchiko (Biwameer)                             | 1971       | 1,19              | Toyama     |
| Yamato                                             | 1971       | 1,19              | Saga       |
| Nakaumi-polder                                     | 1971       | 24,18             | Shimane    |
| Nakatsu-polder                                     | 1971       | 3,81              | Fukuoka    |
| Jusanko-polder                                     | 1972       | 14,23             | Aomori     |
| Ariake-polder                                      | 1972       | 13,23             | Nagasaki   |
| Nagasakinanbu-polder                               | 1972       | 55,73             | Nagasaki   |
| Ooura-polder                                       | 1972       | 2,75              | Kumamoto   |
| Rokkō Eiland                                       | 1973       | 5,80              | Hyogo      |
| Yokoshima-polder                                   | 1974       | 5,05              | Kumamoto   |
| Fukushimagata-polder                               | 1975       | 1,86              | Niigata    |
| Tokyo Disneyland                                   | 1983       | 0,46              | Chiba      |
| Haveneiland Kobe                                   | 1984       | 8,33              | Hyogo      |
| Odaiba / Tokyo International Airport / Yumenoshima | 1991       | 248,54            | Tokio      |
| Internationale Luchthaven Kansai                   | 1994       | 10,55             | Osaka      |
| Isahayabaai (binnengedeelte)                       | 1997       | 31,8              | Nagasaki   |
| Chūbu Centrair International Airport               | 2005       | 4,71              | Aichi      |
| Kitakyūshū Airport                                 | 2006       | 3,73              | Fukuoka    |
| Kobe Airport                                       | 2006       | 2,72              | Hyogo      |

### Libanon
| Naam                       | Aanlegjaar | Oppervlakte (km²) | Gouvernement |
| -------------------------- | ---------- | ----------------- | ------------ |
| Nieuw stadscentrum Beiroet | 1990       | 0,73              | Beiroet      |

### Malediven
Met bijna 400.000 mensen op slechts 298 km² in 2020 zijn de Malediven het tiende dichtstbevolkte land ter wereld. Met landaanwinning wordt ruimte gemaakt. In 2006 bedroeg de oppervlakte van de winningen circa 11 km², zo'n 4% van het totale landoppervlak. Tien grote projecten vertegenwoordigden ruim de helft van die 11 km², maar meer dan 150 eilanden rapporteerden landaanwinning.
| Naam                           | Aanlegjaar | Oppervlakte (km²) | Regio     |
| ------------------------------ | ---------- | ----------------- | --------- |
| Thilafushi (kunstmatig eiland) | 1997       | 0,43              | Malediven |
| Hulhumalé (kunstmatig eiland)  | 2004       | 1,95              | Malediven |
| Hinnavaru (uitbreiding)        | 2010       | 0,33              | Malediven |
| Thimarafushi (uitbreiding)     | 2011       | 0,41              | Malediven |
| Thilafushi (uitbreiding)       | 2011       | 1,30              | Malediven |

### Maleisië
| Naam                        | Aanlegjaar | Oppervlakte (km²) | District    |
| --------------------------- | ---------- | ----------------- | ----------- |
| Manjung power station       | 1999       | 2,85              | Perak       |
| Havenuitbreiding Port Klang | 2012       | 2,2               | Selangor    |
| Lido Boulevard Johor Bahru  | 2012       | 0,5               | Johor Bahru |

### Koeweit
| Naam         | Aanlegjaar | Oppervlakte (km²) | Regio   |
| ------------ | ---------- | ----------------- | ------- |
| Green Island | 1988       | 0,79              | Koeweit |

### Noord-Korea
Evenals in het naburige Zuid-Korea zijn in Noord-Korea vele landaanwinningsprojecten uitgevoerd. Eilanden werden door dammen verbonden met de kust en baaien werden door middel van zeedijken afgesloten. De kustlijn is hiermee circa 500 kilometer verkort. In 1998 was reeds 266 km² drooggelegd.
| Naam            | Aanlegjaar | Oppervlakte (km²) | Provincie      |
| --------------- | ---------- | ----------------- | -------------- |
| Taedong Baai    | 1987-1993  | 62,0              | P'yŏngan-namdo |
| Kumsong Polder  | 1994       | 32,07             | Kangwŏn-do     |
| Taegyedo Polder | 2010       | 88,0              | P'yŏngan-pukto |

### Qatar
| Naam                           | Aanlegjaar | Oppervlakte (km²) | Regio |
| ------------------------------ | ---------- | ----------------- | ----- |
| Pearl Qatar                    | 2010       | 4,1               | Qatar |
| New Doha International Airport | 2011       | 22,0              | Qatar |

### Taiwan
| Naam                             | Aanlegjaar | Oppervlakte (km²) | Regio           |
| -------------------------------- | ---------- | ----------------- | --------------- |
| Havenuitbreiding Kaohsiung       | 1958       | 5,44              | Kaohsiung       |
| Port of Taichung                 | 1983       | 4,87              | Taichung        |
| Chang Hua Polders                | 1993       | 30,0              | Jhanghuà (xiàn) |
| Yun-Lin Polders                  | 1998       | 100,0             | Yúnlín (xiàn)   |
| Port of Taipeh                   | 1999       | 1,7               | Taipei          |
| Changhua Coastal Industrial Park | 2003       | 25,87             | Jhanghuà (xiàn) |
| Mailiao and Haifong Zones        | 2004       | 20,96             | Yúnlín (xiàn)   |

### Thailand
| Naam                        | Aanlegjaar | Oppervlakte (km²) | Provincie             |
| --------------------------- | ---------- | ----------------- | --------------------- |
| Chiengrak Klongdarn Polders | 1921-1931  | 240,0             | Changwat Samut Prakan |
| Laem Chabang                | 1988       | 10,15             | Changwat Chonburi     |
| Ta Phut havengebied         | 1999       | 3,34              | Changwat Rayong       |

### Saoedi Arabië
| Naam                          | Aanlegjaar | Oppervlakte (km²) | Regio                |
| ----------------------------- | ---------- | ----------------- | -------------------- |
| Landaanwinning Perzische Golf | 1973-1985  | 54,16             | Oostelijke Provincie |
| Landaanwinning Perzische Golf | 1985-1990  | 10,49             | Oostelijke Provincie |

### Singapore
In Singapore zijn op redelijk grote schaal landaanwinningsprojecten uitgevoerd. In totaal is 135 km² aan land gewonnen, op een totale oppervlakte van 702 km².
| Naam                             | Aanlegjaar  | Oppervlakte (km²) | Regio     |
| -------------------------------- | ----------- | ----------------- | --------- |
| Internationale luchthaven Changi | 1979        | 8,7               | Singapore |
| Jurong (eiland)                  | 1995 - 2009 | 22,9              | Singapore |
| Semakau Landfill                 | 1999        | 3,5               | Singapore |
| Sentosa                          | 2010        | 4,8               | Singapore |
| Tekong (uitbreiding)             | 2010        | 6,57              | Singapore |

### Verenigde Arabische Emiraten
| Naam                            | Aanlegjaar | Oppervlakte (km²) | Emiraat        |
| ------------------------------- | ---------- | ----------------- | -------------- |
| Port Rashid                     | 1972       | 3,1               | Dubai          |
| Al Lulu Island                  | 1992       | 4,2               | Abu Dhabi      |
| Palm Jumeirah                   | 2007       | 5,71              | Dubai          |
| Dubai Maritime City             | 2007       | 2,27              | Dubai          |
| Port Rashid (uitbreiding)       | 2008       | 5,4               | Dubai          |
| Yas                             | 2009       | 25,0              | Abu Dhabi      |
| Palm Jebel Ali                  | 2010       | 12,0              | Dubai          |
| LNG-terminal bij het eiland Das | 2010       | 0,17              | Abu Dhabi      |
| The World                       | 2011       | 5,5               | Dubai          |
| Saadiyat                        | 2011       | 19,58             | Abu Dhabi      |
| Al Raha Beach                   | 2011       | 5,0               | Abu Dhabi      |
| Fujairah                        | 2011       | 2,25              | Abu Dhabi      |
| Al Marjan Island                | 2011       | 2,7               | Ras Al Khaimah |
| Palm Deira (deels gereed)       | 2015       | 46,35             | Dubai          |

### Vietnam
| Naam                  | Aanlegjaar | Oppervlakte (km²) | Provincie  |
| --------------------- | ---------- | ----------------- | ---------- |
| Phuong Dong polder    | 1997       | 7,9               | Quảng Ninh |
| Son Duong havengebied | 2011       | 20,1              | Hà Tĩnh    |

### Zuid-Korea
In Zuid-Korea zijn op grote schaal landaanwinningsprojecten uitgevoerd. De eerste vermeldingen van landaanwinning dateren uit 1232. Tussen 1917 en 1938 is circa 40.000 hectare drooggelegd en tussen 1945 en 2000 zelfs 76.000 hectare. De grootste polder is de Saemangeum-polder uit 2006. Om deze polder aan te kunnen leggen in een dijk in zee gelegd, die met 33,5 kilometer, zelfs nog iets langer is dan de Afsluitdijk. De totale oppervlakte komt uit op 1.752 km².
| Naam                             | Aanlegjaar  | Oppervlakte (km²) | Provincie         |
| -------------------------------- | ----------- | ----------------- | ----------------- |
| Ghangwa eiland (diverse polders) | 1911 - 1938 | 185,0             | Gyeonggi-do       |
| Seosanpolder                     | 1960 - 1965 | 102,14            | Chungcheongnam-do |
| Yeongsan meer                    | 1981        | 117,3             | Jeollanam-do      |
| Hwaong polder                    | 1990        | 62,12             | Chungcheongnam-do |
| Incheon International Airport    | 2006        | 47,0              | Incheon           |
| Saemangeum                       | 2006        | 401,0             | Jeollabuk-do      |

## Amerika

### Brazilië
| Naam                      | Aanlegjaar | Oppervlakte (km²) | Staat          |
| ------------------------- | ---------- | ----------------- | -------------- |
| Ilha do Fundão            | 1950       | 4,3               | Rio de Janeiro |
| Staalfabriek ThyssenKrupp | 2008       | 2,0               | Rio de Janeiro |

### Canada
| Naam          | Aanlegjaar | Oppervlakte (km²) | Staat          |
| ------------- | ---------- | ----------------- | -------------- |
| Pitt Polder   | 1951       | 14,59             | Brits Columbia |
| Holland Marsh | 1954       | 81,0              | Ontario        |

### Jamaica
| Naam         | Aanlegjaar | Oppervlakte (km²) | Staat    |
| ------------ | ---------- | ----------------- | -------- |
| Newport West | 1962       | 2,83              | Kingston |

### Panama
| Naam           | Aanlegjaar | Oppervlakte (km²) | Staat       |
| -------------- | ---------- | ----------------- | ----------- |
| Cinta Costera  | 2009       | 0,26              | Panama-Stad |
| Punta Pacifica | 2012       | 0,10              | Panama-Stad |

### Suriname
| Naam                     | Aanlegjaar        | Oppervlakte (km²) | District |
| ------------------------ | ----------------- | ----------------- | -------- |
| Boonackerpolder          | 1e helft 20e eeuw | 0,17              | Nickerie |
| Commissaris Simonspolder | 1e helft 20e eeuw | 4,6               | Nickerie |
| Corantijnpolder          | 1e helft 20e eeuw | 10,19             | Nickerie |
| Van Drimmelenpolder      | 1e helft 20e eeuw | 10,11             | Nickerie |
| Hamptoncourtpolder       | 1e helft 20e eeuw | 9,39              | Nickerie |
| Johannispolder           | 1e helft 20e eeuw | 2,14              | Nickerie |
| Klein Henarpolder        | 1e helft 20e eeuw | 1,99              | Nickerie |
| Saramaccapolder          | 1e helft 20e eeuw | 28                | Wanica   |
| Sawmillkreekpolder       | 1e helft 20e eeuw | 2,76              | Nickerie |
| Groot Henarpolder        | 1958              | 40,5              | Nickerie |
| Middenstandspolder       | 1961              | 14,31             | Nickerie |

### Verenigde Staten
| Naam                                             | Aanlegjaar  | Oppervlakte (km²) | Staat                       |
| ------------------------------------------------ | ----------- | ----------------- | --------------------------- |
| Fort Wool                                        | 1817        | 0,61              | Virginia                    |
| Nieuwe delen van Boston                          | 1820 - 1900 | ?                 | Massachusetts               |
| Back Bay                                         | 1857-1894   | 2,43              | Boston, Massachusetts       |
| Hoffman Island                                   | 1872        | 0,05              | New York                    |
| Zug Island                                       | 1876        | 2,41              | Michigan                    |
| Liberty State Park                               | 1890        | 4,9               | New York                    |
| Ellis Island                                     | 1892        | 0,11              | New York                    |
| Landaanwinning in de Baai van San Francisco      | 1900 – 1950 | 866,7             | Californië                  |
| Landaanwinning in de Sacramento-San Joaquindelta | 1900 – 1950 | 2021,0            | Californië                  |
| Longue Vue Island                                | 1904        | 0,01              | New York                    |
| Lido Isle, Newport Beach                         | 1904        | 1,0               | Californië                  |
| Balboa Islands, Newport Beach                    | 1909        | 0,52              | Californië                  |
| Harbor Island, Seattle                           | 1909        | 1,4               | Washington                  |
| Terminal Island                                  | 1918        | 11,55             | Californië                  |
| Northerly Island                                 | 1925        | 0,37              | Illinois                    |
| Venetiaanse Eilanden                             | 1926        | 0,47              | Florida                     |
| Treasure Island San Francisco                    | 1938        | 2,34              | Californië                  |
| Fisher Island                                    | 1960        | 0,94              | Florida                     |
| Ruth Island                                      | 1965        | 0,16              | Amerikaanse Maagdeneilanden |
| Thums Island                                     | 1965        | 0,19              | Californië                  |
| Battery Park City en The Battery                 | 1972        | 0,41              | New York                    |
| Endicott Island                                  | 1987        | 0,18              | Alaska                      |
| Northstar Island                                 | 1999        | 0,02              | Alaska                      |

## Afrika

### Angola
| Naam      | Aanlegjaar | Oppervlakte (km²) | Staat |
| --------- | ---------- | ----------------- | ----- |
| LNG haven | 2008       | 0,65              | Zaïre |

### Ghana
| Naam                     | Aanlegjaar | Oppervlakte (km²) | District |
| ------------------------ | ---------- | ----------------- | -------- |
| Keta Sea Defence Project | 2004       | 2,75              | Volta    |

### Marokko
| Naam             | Aanlegjaar | Oppervlakte (km²) | Regio          |
| ---------------- | ---------- | ----------------- | -------------- |
| Haven van Tanger | 2007       | 1,42              | Tanger-Tétouan |

### Nigeria
| Naam                          | Aanlegjaar | Oppervlakte (km²) | Staat  |
| ----------------------------- | ---------- | ----------------- | ------ |
| Banana Island                 | 2004       | 1,63              | Lagos  |
| Adagbakuja New Town           | 2008       | 2,0               | Ondo   |
| Onne Port Oil & Gas Free Zone | 2012       | 1,8               | Rivers |

### Seychellen
| Naam        | Aanlegjaar | Oppervlakte (km²) | Provincie |
| ----------- | ---------- | ----------------- | --------- |
| Eden Island | 2007       | 0,56              | Mahé      |

### Tunesië
| Naam           | Aanlegjaar | Oppervlakte (km²) | Gouvernement |
| -------------- | ---------- | ----------------- | ------------ |
| Haven van Sfax | 1991       | 2,60              | Sfax         |

### Zuid-Afrika

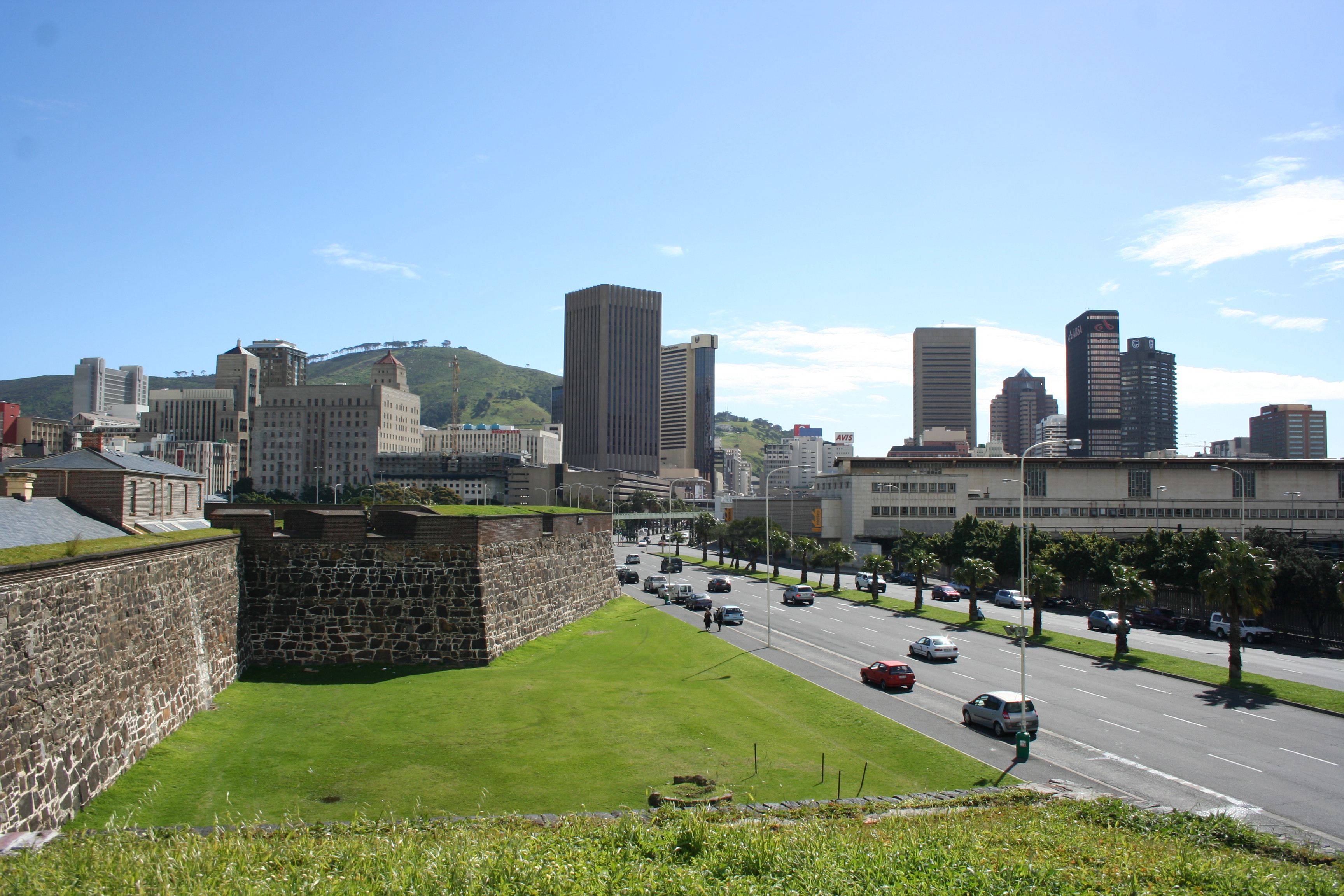
Zicht vanuit het Kasteel de Goede Hoop in Kaapstad op 'Strand Straat'. Het kasteel grensde oorspronkelijk aan zee maar ligt nu centraal in de stad

| Naam               | Aanlegjaar | Oppervlakte (km²) | Staat     |
| ------------------ | ---------- | ----------------- | --------- |
| Vooroever Kaapstad | 1937-1941  | 1,94              | West-Kaap |

## Oceanië

### Australië
| Naam                                          | Aanlegjaar | Oppervlakte (km²) | Deelstaat of territorium               |
| --------------------------------------------- | ---------- | ----------------- | -------------------------------------- |
| Lake Manger, Perth                            | 1932       | 1,06              | West-Australië                         |
| Swan Rivier vooroever                         | 1962       | 0,44              | West-Australië                         |
| Aspen Island                                  | 1970       | 0,14              | Australisch Hoofdstedelijk Territorium |
| Containerterminal Port Bothany Sydney, fase 1 | 1972       | 0,34              | New South Wales                        |
| Containerterminal Brisbane                    | 2008       | 2,3               | Queensland                             |
| Containerterminal Port Bothany Sydney, fase 2 | 2011       | 0,63              | New South Wales                        |

### Micronesië
| Naam           | Aanlegjaar | Oppervlakte (km²) | Staat  |
| -------------- | ---------- | ----------------- | ------ |
| Kosrae Airport | 1999       | 0,24              | Kosrae |

### Nieuw-Zeeland
| Naam                         | Aanlegjaar  | Oppervlakte (km²) | Staat      |
| ---------------------------- | ----------- | ----------------- | ---------- |
| Haven van Wellington         | 1880 - 1971 | 1,55              | Wellington |
| Bledisloe Wharf              | 1948        | 0,15              | Auckland   |
| Fergusson Container Terminal | 1973        | 0,32              | Auckland   |

## Totale oppervlakte landaanwinning wereldwijd
| Land                         | Oppervlakte (km²) |
| ---------------------------- | ----------------- |
| Angola                       | 0,65              |
| Australië                    | 4,91              |
| Bahrein                      | 331,4             |
| Bangladesh                   | 337,68            |
| Bulgarije                    | 0,25              |
| België                       | 507,25            |
| Brazilië                     | 6,3               |
| Canada                       | 95,59             |
| China                        | 12.800,0          |
| Denemarken                   | 222,67            |
| Estland                      | 57,3              |
| Duitsland                    | 927,07            |
| Filipijnen                   | 8,96              |
| Finland                      | 0,86              |
| Frankrijk                    | 137,12            |
| Ghana                        | 2,75              |
| Griekenland                  | 0,90              |
| Ierland                      | 9,34              |
| India                        | 9,31              |
| Israel                       | 1,65              |
| Italië                       | 967,09            |
| Jamaica                      | 2,83              |
| Japan                        | 2.780,0           |
| Koeweit                      | 0,79              |
| Libanon                      | 0,73              |
| Litouwen                     | 28,45             |
| Malediven                    | 11,0              |
| Maleisië                     | 5,55              |
| Marokko                      | 1,42              |
| Micronesië                   | 0,24              |
| Nederland                    | 7.150,0           |
| Nieuw-Zeeland                | 2,02              |
| Nigeria                      | 5,43              |
| Noord-Korea                  | 354,0             |
| Panama                       | 0,36              |
| Polen                        | 490,84            |
| Roemenië                     | 0,31              |
| Rusland                      | 1,7               |
| Qatar                        | 26,1              |
| Saoedi Arabië                | 64,65             |
| Seychellen                   | 0,56              |
| Singapore                    | 135,0             |
| Spanje                       | 15,17             |
| Suriname                     | 124,16            |
| Taiwan                       | 188,84            |
| Thailand                     | 253,49            |
| Tunesië                      | 2,6               |
| Verenigd Koninkrijk          | 4.452,16          |
| Verenigde Arabische Emiraten | 139,23            |
| Verenigde Staten             | 2.917,77          |
| Vietnam                      | 28,0              |
| Zuid-Afrika                  | 1,94              |
| Zuid-Korea                   | 1.752,0           |
| Totaal                       | 37.366,03         |